# Laver Cup 2018
Laver Cup 2018 är den andra upplagan av Laver Cup och spelas mellan den 21 och 23 september 2018 i United Center i Chicago i USA. Lag Europa leds av Björn Borg och lag Världen leds av John McEnroe.

## Matcher
Varje matchvinst under dag 1 ger en poäng till laget, varje matchvinst under dag 2 ger två poäng till laget och varje matchvinst under dag 3 ger tre poäng till laget. Det lag som först når 13 poäng vinner.
| Dag | Datum        | Matchtyp | Europa                           | Poäng    | Övriga världen             | Totalställning |
| --- | ------------ | -------- | -------------------------------- | -------- | -------------------------- | -------------- |
| 1   | 21 september | Singel   | Grigor Dimitrov                  | 1–0      | Frances Tiafoe             | 1–0            |
| 1   | 21 september | Singel   | Kyle Edmund                      | 1–0      | Jack Sock                  | 2–0            |
| 1   | 21 september | Singel   | David Goffin                     | 1–0      | Diego Schwartzman          | 3–0            |
| 1   | 21 september | Dubbel   | Novak Đoković / Roger Federer    | 0–1      | Kevin Anderson / Jack Sock | 3–1            |
| 2   | 22 september | Singel   | Alexander Zverev                 | 2–0      | John Isner                 | 5–1            |
| 2   | 22 september | Singel   | Roger Federer                    | 2–0      | Nick Kyrgios               | 7–1            |
| 2   | 22 september | Singel   | Novak Đoković                    | 0–2      | Kevin Anderson             | 7–3            |
| 2   | 22 september | Dubbel   | David Goffin / Grigor Dimitrov   | 0–2      | Jack Sock / Nick Kyrgios   | 7–5            |
| 3   | 23 september | Dubbel   | Roger Federer / Alexander Zverev | 0–3      | John Isner / Jack Sock     | 7–8            |
| 3   | 23 september | Singel   | Roger Federer                    | 3–0      | John Isner                 | 10–8           |
| 3   | 23 september | Singel   | Alexander Zverev                 | 3–0      | Kevin Anderson             | 13–8           |
| 3   | 23 september | Singel   | Novak Đoković                    | Inställd | Nick Kyrgios               | 13–8           |